# 車榮勳
車榮勳或譯車英勳（韓語：차영훈），韓國電視劇導演。

## 作品列表

### 電視劇
- 2012年：KBS《新娘面具》
- 2013年：KBS《鯊魚》
- 2014年：KBS《Drama Special－那樣的愛》
- 2014年：KBS《朝鮮槍手》
- 2014年：KBS《王的面孔》
- 2015年：KBS《Drama Special－鬼神在幹什麼》
- 2016年：KBS《白熙回來了》
- 2016年：KBS《任意依戀》
- 2018年：KBS《你也是人類嗎》
- 2019年：KBS《山茶花開時》
- 2022年：JTBC《氣象廳的人們：社內戀愛殘酷史篇》
- 2023年：JTBC《歡迎回到三達里》

### 製作人作品
- 2015年：KBS《無理的前進》

### 助理導演作品
- 2007年：KBS《比天高比地厚》
- 2008年：KBS《大王世宗》
- 2009年：KBS《男人的故事》
- 2010年：KBS《愛的好》

## 獎項及提名
| 年份 | 頒獎典禮              | 獎項   | 作品           | 結果 |
| 2021 | 第7屆APAN Star Awards | 導演獎 | 《山茶花開時》 | 獲獎 |

## 外部連結
- NAVER （页面存档备份，存于）